# Goliath
För andra betydelser, se Goliat (olika betydelser).

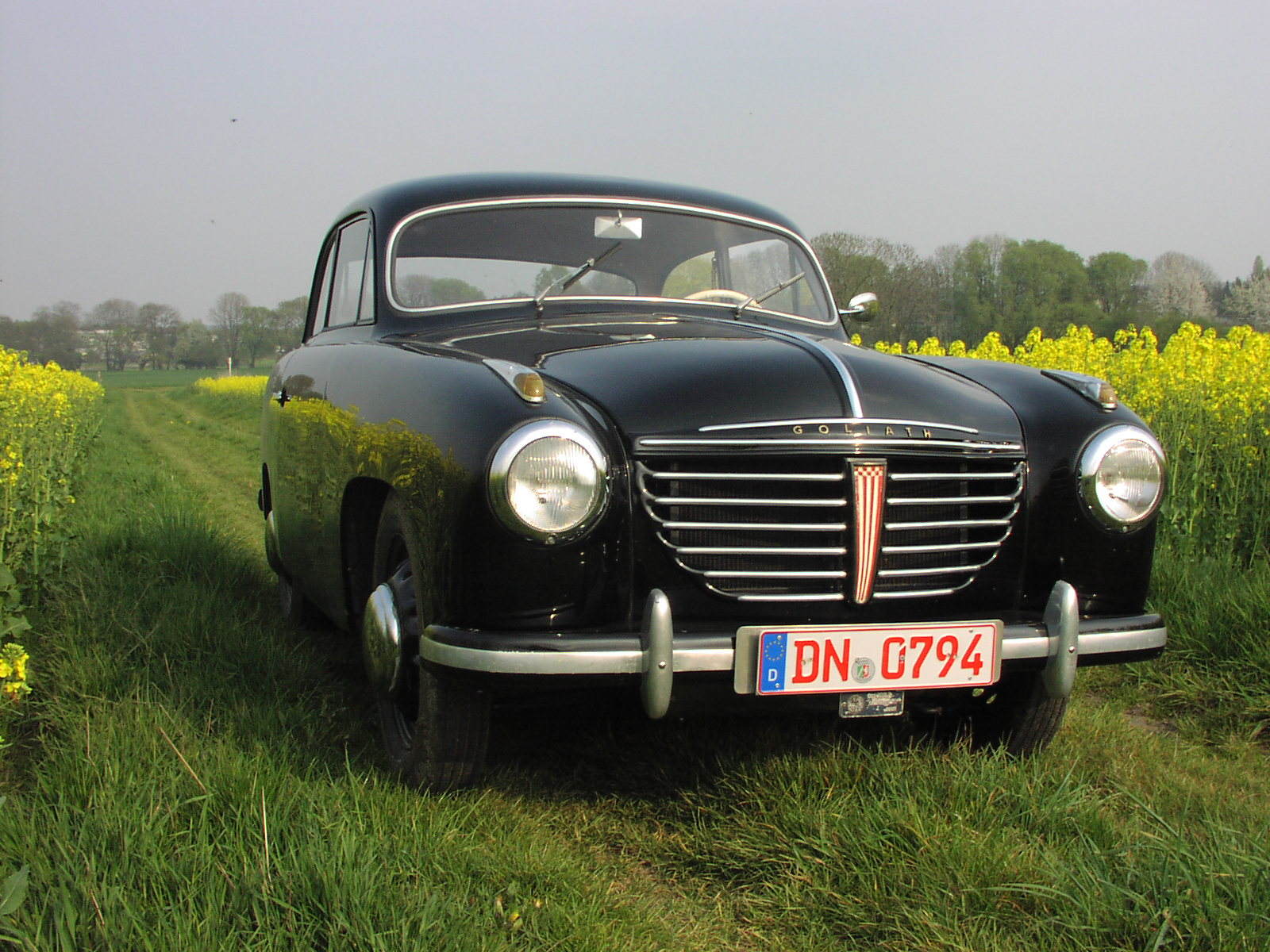
Goliath GP700V, från 1954

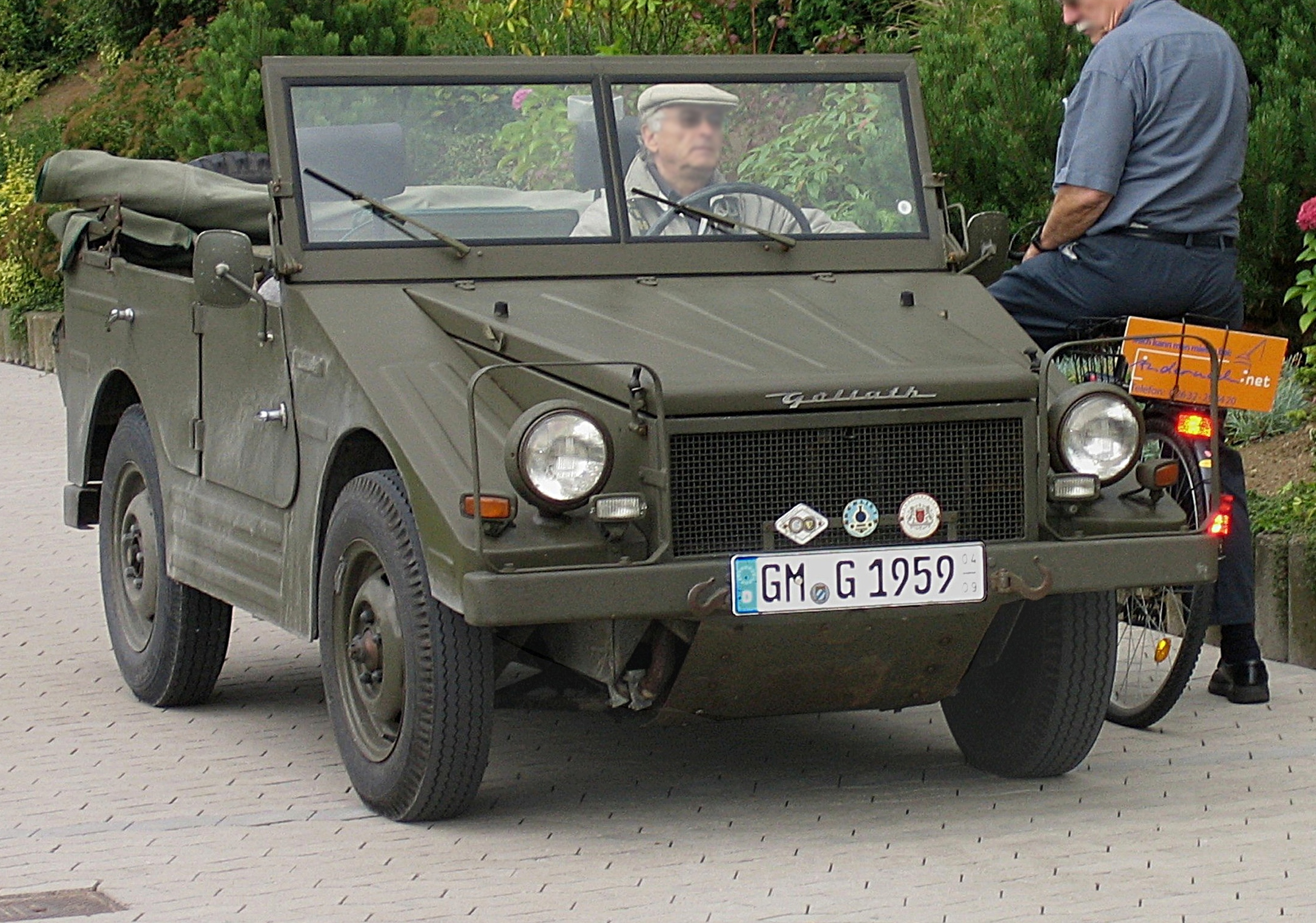

Goliath var en tysk biltillverkare, som var verksam 1924-1961. Goliath ingick i Borgward-koncernen.

## Historia
Goliath grundades som Fa. Goliath-Werke Borgward & Co 1928 av Carl F. W. Borgward och köpmannen Wilhelm Tecklenborg. Först tillverkade man trehjuliga fordon, Goliath Blitzkarren. 1931 kom den första personbilen Goliath Pionier, även den med tre hjul. 
1949 kom den trehjuliga transportbilen GD 750 ut på marknaden som blev en försäljningsframgång. Företaget försökte under 1950-talet ta sig in på marknaden för militärfordon med Goliath Jagdwagen Typ 31. 1958 försvann namnet Goliath och istället tillverkades bilarna under namnet Hansa. Goliath var för starkt förknippat med tvåtaktsmotorer och trehjuliga konstruktioner. 
Goliaths bilar under 1950-talet var moderna för sin tid med bland annat pontonkarosser. Goliath drogs med i Borgwards kris och koncernens konkurs 1961. Under konkursförvaltare fortsatte tillverkningen fram till 1963.

## Modeller

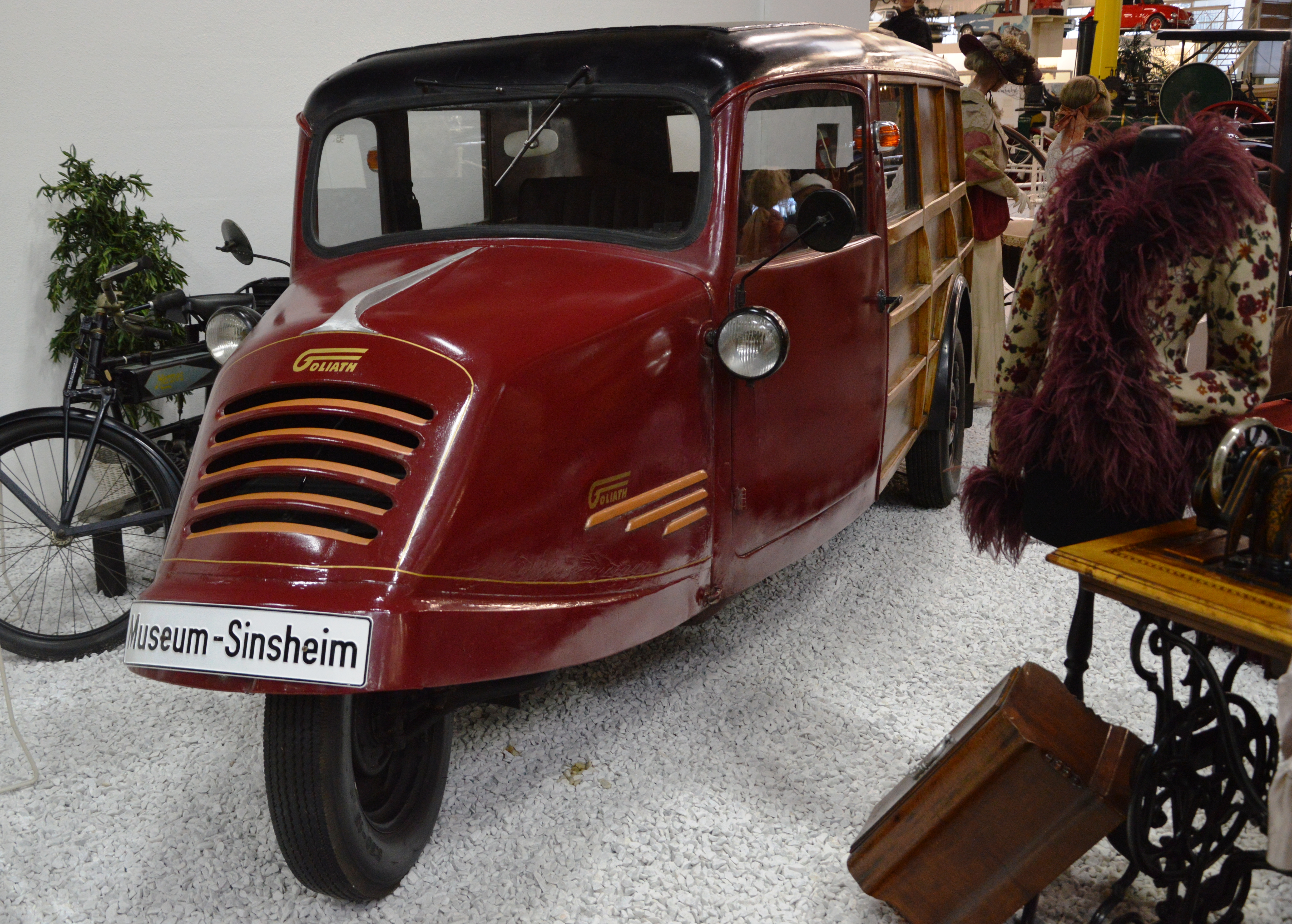
Goliath GD 750 (1952)

- Goliath Typ 31
- Hansa 1100 Coupé
- Goliath GP 700 V/E (1950–1957)
- GP 700 Sport (1951–1953)
- Goliath GP 900 V/E (1955–1957)
- Goliath GP 1100 (1957−1958)
- Goliath GD 750 (1949–1955)
- Goliath Goli (1955–1961)
- Goliath GV 800 (1951–1953)
- Goliath Express (1953–1961)

## Bildgalleri

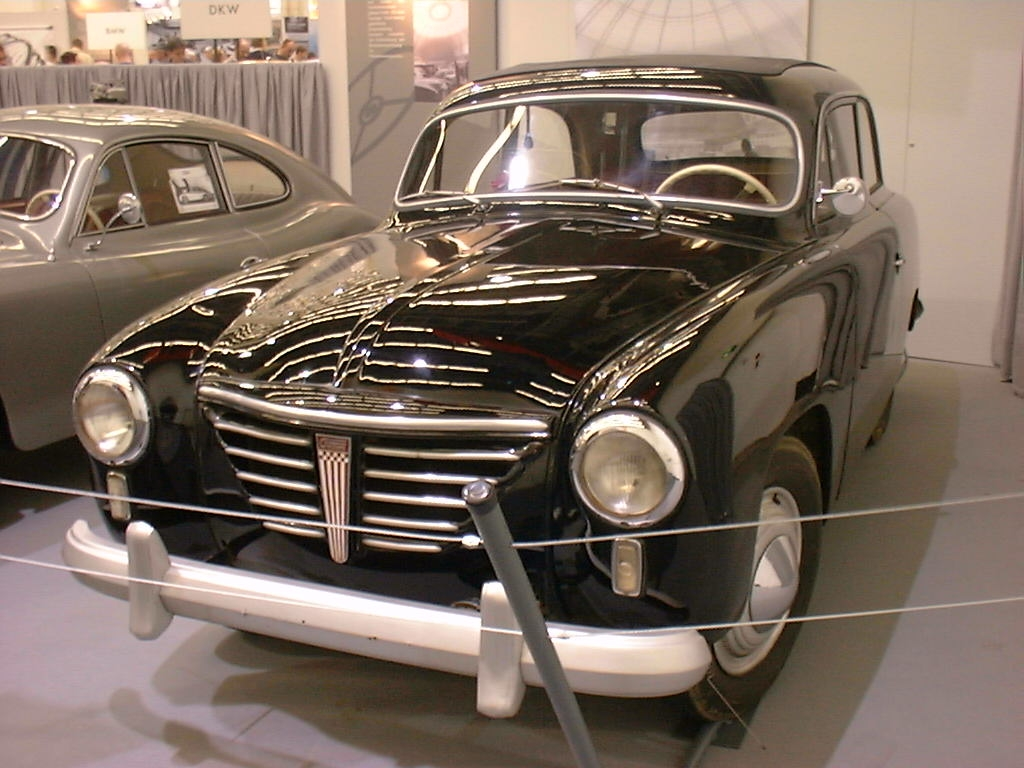
Goliath GP 700 (1950–1956)
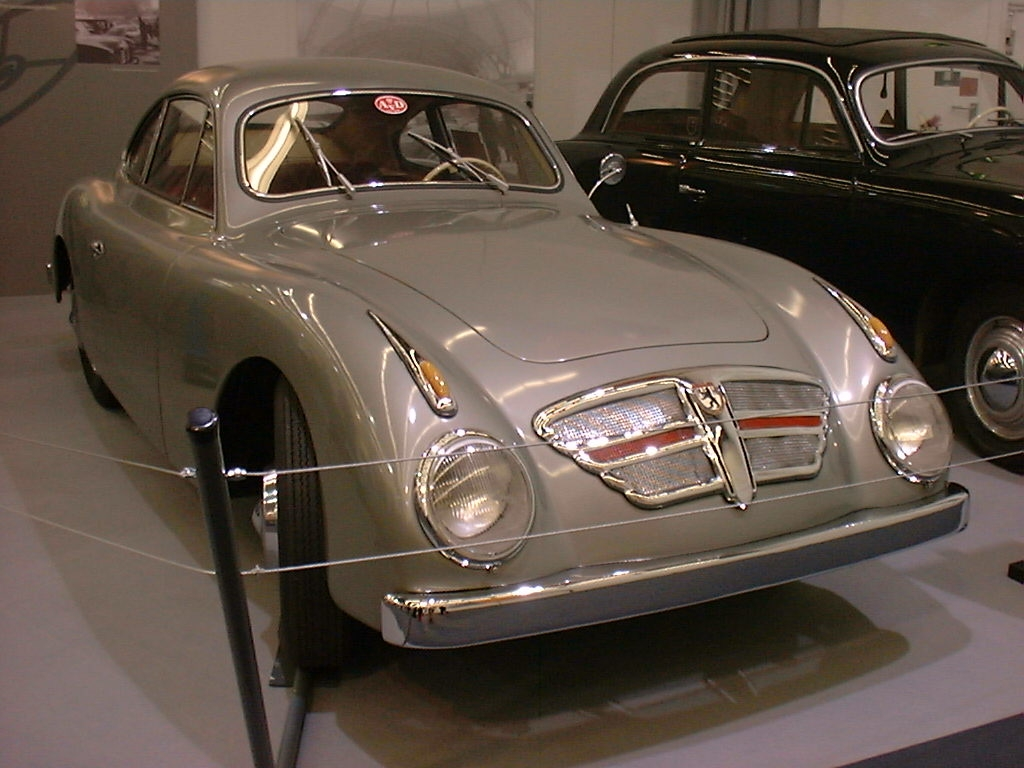
Goliath GP 700 Sport (1951–1953)
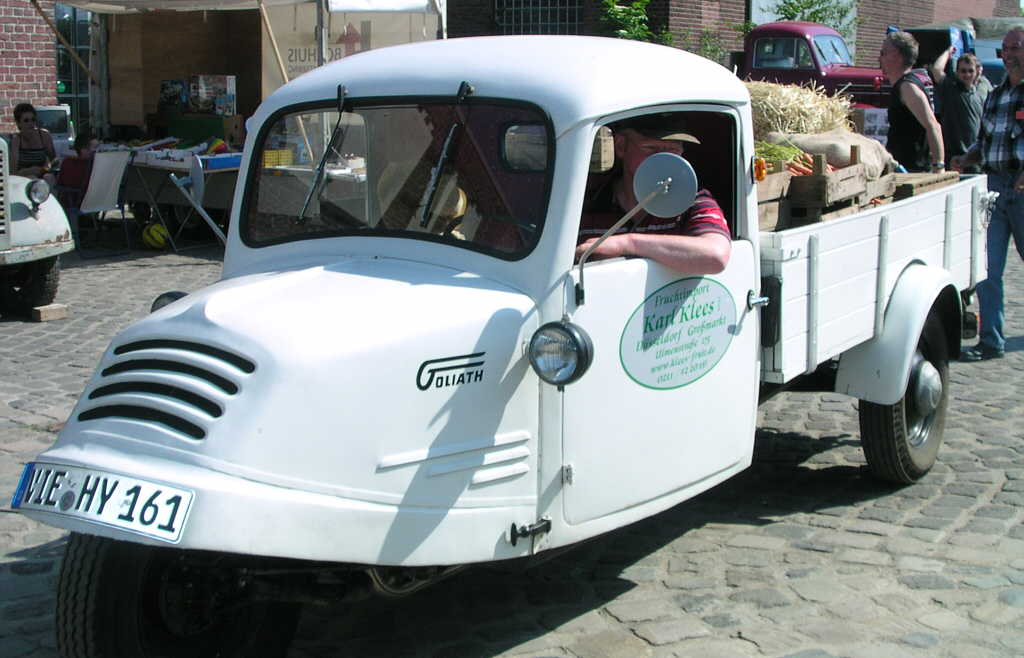
Goliath GD 750 (1949-1955)
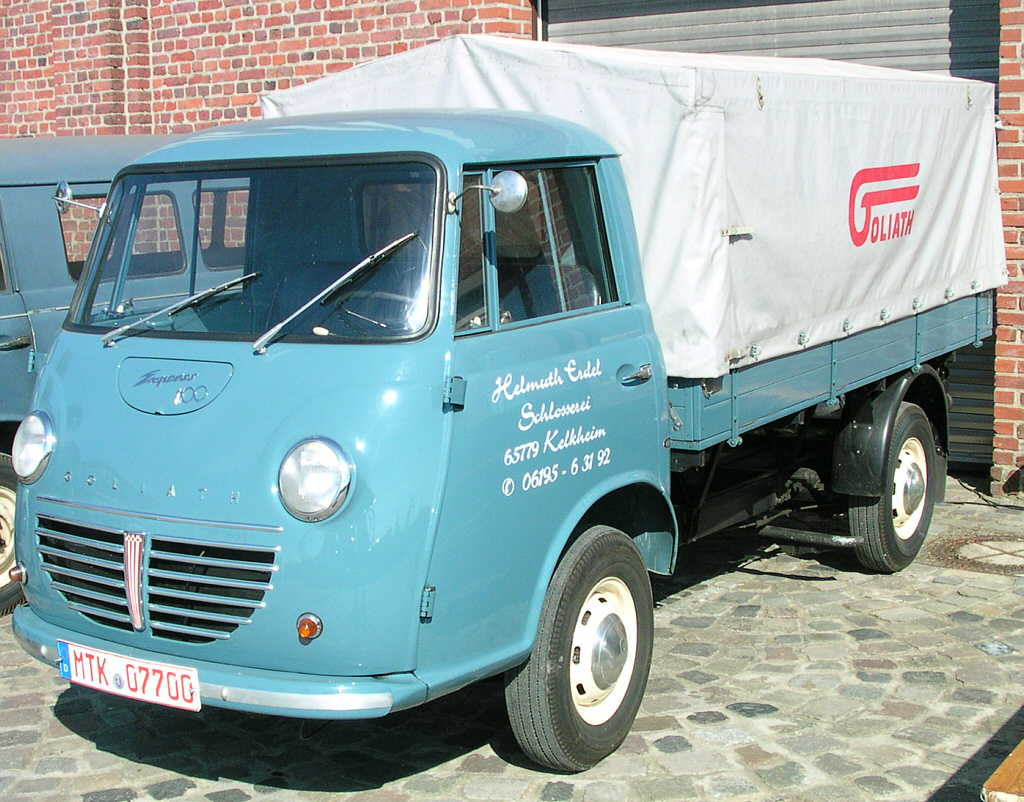
Goliath Express (1953-1961)